# 오송고등학교
오송고등학교(五松高等學校)는 대한민국 충청북도 청주시 흥덕구 오송읍 연제리에 위치한 공립 고등학교이다.

## 학교 연혁
- 2009년 10월 30일 : 오송고등학교 설립인가(21학급)
- 2012년 3월 1일 : 제1대 오윤석 교장 취임
- 2012년 3월 2일 : 제1회 신입생 입학(7학급 234명)
- 2012년 8월 26일 : 자율형 공립고 지정(2013년~2017년)
- 2018년 3월 1일 : 자율형 공립고 재지정(2018년~2022년)
- 2018년 12월 4일 : 충북 방과후학교 Best-School 선정
- 2022년 12월 6일 : 고교교육력 사업 자율학교 지정(2023~2027)
- 2023년 1월 20일 : 충청북도교육청 지정 자율과제 수업혁신 연구학교 지정(2023~2024)
- 2024년 2월 6일 : 제10회 졸업식(205명 졸업, 졸업생 누계 2,164명)
- 2024년 3월 1일 : 제6대 안성표 교장 부임
- 2024년 3월 4일 : 제13회 입학식(8학급 240명 입학)

## 참고 자료
- 오송고등학교 - 한국교육학술정보원 학교알리미